# Dom små hjältarna
Dom små hjältarna (franska: Pattie et la Colère du Dragon) är en fransk animerad film från 2022 regisserad av David Alaux efter ett manus av Alaux, Jean-François Tosti och Éric Tosti.

## Handling
Skogsmusen Bonnie lever ett gott liv i antikens Grekland tillsammans med sin adoptivpappa Sam, som också råkar vara en katt. Bonnie måste ge sig ut på ett äventyr för att rädda sin hemstad när gudarna Zeus och Poseidon börjar bråka om en nybyggd staty i staden.

## Rollista
| Roll            | Fransk originalröst | Svensk röst              |
| --------------- | ------------------- | ------------------------ |
| Bonnie / Pattie | Kaycie Chase        | Annika Herlitz           |
| Sam             | Christophe Lemoine  | Michael Blomqvist        |
| Chicko          | Emmanuel Curtil     | Hasse Jonsson            |
| Zeus            | Pierre Richard      | Fredrik Hiller           |
| Poseidon        | Paul Borne          | Göran Berlander          |
| Here            | Valérie Siclay      | Annelie Berg Bhagavan    |
| Bernardo        | Frantz Confiac      | Dan Ekborg               |
| Jonas           | Michel Tureau       | Steve Kratz              |
| Luigi           | Arthur Raynal       | Joakim Tidermark         |
| Grymos          | Serge Biavan        | Johan Hedenberg          |
| Tony            | Tom Trouffier       | Kim Sulocki              |
| Renee           |                     | Lovisa Heed              |
| Gerardo         | Jérôme Pauwels      | Mikael Regenholz         |
| Artemis         |                     | Mikaela Tidermark Nelson |
| Robin           |                     | Oscar Malmqvist          |
| Athena          |                     | Paulina Åberg            |
| Maites          | Céline Monsarrat    | Sharon Dyall             |

- Dubbningsregissör och inspelningstekniker – Alicia Åberg
- Översättare – Vicki Benckert
- Svensk version producerad av – Iyuno[6]